# George Neville Watson
George Neville Watson (Westward Ho!, 31 gennaio 1886 – Leamington Spa, 2 febbraio 1965) è stato un matematico inglese.
Ha studiato a Cambridge e si è laureato nel 1907. Dal 1918 al 1951, fu professore di matematica pura nell'università di Birmingham. Fu eletto fellow of the Royal Society nel 1919 e membro dell'Accademia delle Scienze di Torino nel 1940.
È l'autore con E. T. Whittaker del testo sull'analisi complessa e le funzioni speciali Modern Analysis. È ancora l'autore del testo A treatise on the theory of Bessel functions sulle armoniche cilindriche. Ha lavorato anche sulla propagazione delle onde elettromagnetiche.

## Opere
- Complex integration and Cauchy's theorem (Cambridge, University press, 1914)
- A course of modern analysis : an introduction to the general theory of infinite processes and of analytic functions ; with an account of the principal transcendental functions con E. T. Whittaker (Cambridge University Press, 1915)
- A treatise on the theory of Bessel functions (Cambridge University Press, 1915)